# Алёшина, Анна Борисовна
А́нна Бори́совна Алёшина (в девичестве Па́соха; род. 1 декабря 1949 года, Москва) — советская гребчиха, выступала за сборную СССР по академической гребле в 1970-х годах. Бронзовый призёр Олимпийских игр 1976 года в Монреале, чемпионка Европы, чемпионка СССР, Спартакиады народов СССР, обладательница Кубка СССР. На соревнованиях представляла спортивное общество «Спартак», мастер спорта международного класса. Также известна как спортивная чиновница, заслуженный работник физической культуры РФ.

## Биография
Анна Пасоха родилась 1 декабря 1949 года в Москве. Активно заниматься академической греблей начала в раннем детстве, состояла в столичном добровольном спортивном обществе «Спартак». Начиная с 1966 года работала на Втором Московском приборостроительном заводе, затем с 1968 года работала в системе Московского городского совета «Спартака».
Первого серьёзного успеха добилась в сезоне 1972 года, когда после победы на чемпионате СССР в классе восьмёрок попала в основной состав советской национальной сборной на чемпионате Европы в немецком Бранденбурге и завоевала золотую медаль в той же дисциплине. В 1975 году вновь стала чемпионкой СССР в зачёте распашных восьмёрок с рулевой и выступала на первенстве мира в английском Ноттингеме, где заняла пятое место, немного не дотянув до бронзовой награды.
В 1976 году благодаря череде удачных выступлений удостоилась права защищать честь страны на летних Олимпийских играх в Монреале — в составе распашного четырёхместного экипажа, куда также вошли гребчихи Людмила Крохина, Надежда Севостьянова, Галина Мишенина и рулевая Лидия Крылова, завоевала медаль бронзового достоинства, уступив в финале лишь командам из ГДР и Болгарии. За выдающиеся спортивные достижения удостоена почётного звания «Мастер спорта СССР международного класса».
Имеет высшее образование, в 1972 году окончила Московский областной педагогический институт имени Крупской (ныне Московский государственный областной университет) по специальности «физическое воспитание». После завершения спортивной карьеры возглавляла специализированную детско-юношескую школу олимпийского резерва, в 1991—1996 годах занимала должность заместителя председателя Российского совета спортивного общества «Спартак», затем была председателем Центрального и Российского советов международного физкультурно-спортивного общества «Спартак» им. Н. Старостина. Помимо этого, является академиком Международной академии информатизации и президентом Союза женщин спортивного общества «Спартак», заслуженный работник физической культуры Российской Федерации. Была замужем за известным советским гребцом и тренером по академической гребле Виктором Алёшиным, есть сын и дочь.